# Enneapterygius pusillus
Enneapterygius pusillus е вид бодлоперка от семейство Tripterygiidae. Видът не е застрашен от изчезване.

## Разпространение и местообитание
Разпространен е в Бахрейн, Джибути, Египет, Еритрея, Йемен, Израел, Индия, Йордания, Ирак, Иран, Катар, Кувейт, Мозамбик, Обединени арабски емирства, Оман, Саудитска Арабия, Сомалия, Судан, Шри Ланка и Южна Африка.
Обитава океани, морета и заливи. Среща се на дълбочина от 1,5 до 20 m, при температура на водата около 26,2 °C и соленост 36 ‰.

## Описание
На дължина достигат до 3 cm.